# 雨のアムステルダム
『雨のアムステルダム』（あめのアムステルダム）は1975年3月21日に公開された日本映画。製作は東宝映画。配給は東宝。カラー。上映時間は123分。

## ストーリー
小さな商社のヨーロッパ駐在員・明は、雨に煙るアムステルダムの街で高校時代の憧れの女性・涼を見かける。

## スタッフ
- 製作：貝山知弘、蔵原惟繕
- 監督：蔵原惟繕
- 脚本：山田信夫
- 撮影：岡崎宏三
- 美術：樋口幸男
- 録音：田中信行
- 照明：小島正七
- 編集：池田美千子
- 助監督：岡田文亮
- 製作担当者：村上久之
- 音楽：井上堯之

## キャスト
- 作田明：萩原健一
- 中津涼：岸惠子
- 正岡清之助：三國連太郎
- ヴィテンシュタイン五世：アラン・キュニー
- ピエール・デュラ：マリオ・ペキュール
- 片山邦雄：松橋登
- アリ石油相：テン・ボーマン
- フリッツ・ローゼン：エリック・ビークス
- ジャック・フォレスティエ：アーノルド・ヘルヴマン
- 滝村和夫：エディ・手塚
- 清水：芦川博充
- 小柳：安田真人
- 吉村：吉原雄二
- 鈴木参事官：貝山知弘
- 丘ひろみ